# Лопаткова, Мария
Мария Лопаткова, настоящее имя Мария Лопатко (пол. Maria Łopatkowa, właśc. Maria Łopatko, 28 января 1927, Брацеёвице — 25 декабря 2016, Варшава) — польский общественный деятель, писательница, педагог, депутат Сейма (1972—1980), сенатор (1993—1997).

## Биография

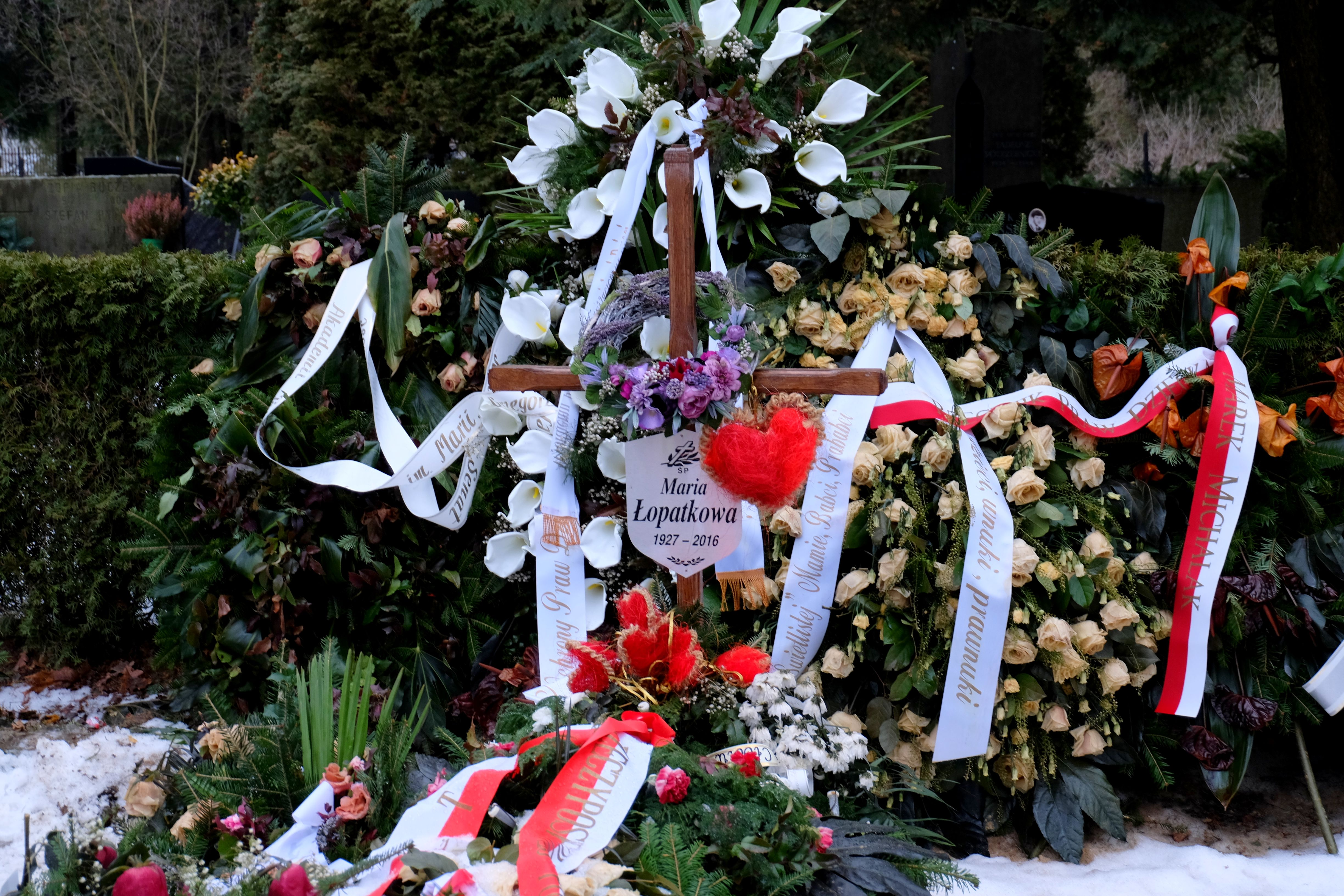
Могила Марии Лопатковой на Воинском кладбище Повонзки, Варшава

В 1952 году окончила факультет Польской Филологии Лодзинского Университета, в 1968 году получила степень доктора педагогики в Варшавском Университете. С 1947 по 1969 работала в учителем в начальной школе в Олтажеве. В течение многих лет активно участвует в деятельности по защите прав детей. Была директором «Zespoł Ognisk Wychowawczych» в Варшаве. Сооснователь, а затем в 1981—1993 годы руководитель «Комитета защиты прав ребенка». В 1988 создала также «Общество помощи молодежи». Автор многочисленных произведений современной литературы и научных публикаций в области педагогики. Считается родоначальником направления в педагогике — «педагогика сердца».
В 1972—1980 годы депутат сейма ПНР VI и VII созывов из списка Объединенной крестьянской партии. В 1981 в качестве эксперта сотрудничает с «Солидарностью». Была членом национального совета PRON.
В 1993 году инициировала создание «Партии ребенка», преобразованной позже в «Партию детей и молодежи», которая не принимала активной политической деятельности и прекратила свое существование в 2010. От Польской крестьянской партии была сенатором III созыва (от варшавского воеводства в 1993—1997 гг.). В 2006 кандидат из списка ПКП в сеймик мазовецкий (без успеха), в 2007 — также безуспешно в досрочных парламентских выборах в Сейм.
Ее похороны состоялись 11 января 2017 на Воинском кладбище Повонзки.

## Награды
- Кавалерский крест ордена Возрождения Польши
- Золотой Крест Заслуги
- Медаль «30-летие Народной Польши»
- Медаль Комиссии Народного Образования[пол.][6]
- Орден Улыбки (также член Международного Капитула Ордена Улыбки)
- Знак отличия за заслуги в защите прав ребенка[пол.]

## Избранные публикации
- Od miłości do zbrodni, 1975
- Jak pracować z dzieckiem i rodziną zagrożoną, 1976
- Co macie na swoją obronę, 1977
- Nowożeńcom na drogę, 1979
- Przeciwko sobie, 1980
- Tuptuś, 1980
- Którędy do ludzi, 1982
- Samotność dziecka, 1983
- Podgryzana, 1985
- Nasz cudzy świat, 1986
- Ścigane z mocy prawa, 1986
- Elementarz wychowania małego dziecka, 1988
- Zakaz kochania, 1988
- Tesia Kłapciuch: opowiadanie prawdziwe, 1991
- Zabił z miłości?, 1991
- Pedagogika serca, 1992
- Morderstwo przed studniówką, 1997
- Prawdziwa miłość istnieje, 1999
- Dziecko a polityka czyli Walka o miłość, 2001
- Dziecko i miłość: jak powstawała pedagogika serca. Cz. 1, 2005
- Dziecko i miłość: jak powstawała pedagogika serca. Cz. 2, 2005
- Pedagogika serca w dobie globalizacji, 2006